# Coccidioides posadasii
Coccidioides posadasii é um fungo dimórfico, que assim como o Coccidioides immitis, causa coccidioidomicose em seres humanos. É endêmico no semi-árido do nordeste brasileiro, centro de Argentina, sul da Bolívia, norte do México e sudoeste dos EUA.

## Cultivo
Crescem bem em solo semi-árido, alcalino, salgado, e dispersam artroconídios que infectam as vias respiratórias baixas. Em meios de cultivo típicos para fungos à temperatura ambiente, crescem como micélio vegetativo hialino, formando colônias esbranquiçadas de aspecto algodonoso. Dentro do homem, por outro lado, assumem formas atípicas esféricas ou ovais, não brotante, de paredes espessas, de 5 a 60 µm de diâmetroe, que quando maduro  contem dezenas de endósporos globosos e uninucleados, com 2-5 µm de diâmetro..

## Diagnóstico
A expectoração é observada ao microscópio e coloram bem com H&E, ácido periódico de Schiff ou impregnação argêntea de Gomori-Grocott, mas a cultura em cabine de segurança biológica 3 pode ser necessária. Também pode ser diagnosticada com PCR.

## Patologia
A coccidioidomicose, também conhecida como (febre do vale ou reumatismo do deserto), é uma micose sistêmica causada pela inspiração dos esporos, que geralmente é leve e cura mesmo sem tratamento. Em pessoas com doenças crônicas podem formar granulomas que parecem câncer de pulmão ou tuberculose em exames de imagem. É necessário uma biópsia e cultivo dos fungos para identificá-lo. Em imunossuprimidos pode complicar causando pneumonia atípica grave ou fungemia. 